# Ріпиця зморщена
Ріпиця зморщена, ріпниця зморшкувата, ріпиця зморшкувата (Rapistrum rugosum) — вид рослин родини капустяні (Brassicaceae). Етимологія: лат. rugosum — «зморщений».

## Морфологія
Однорічна, трав'яниста, гілляста рослина до 1 м заввишки, колюча (з простими волосками). Листя зелене, змінне за формою і розміром, розділене на листові фрагменти. Прикореневі листки 3–25 × 1–11 см. Суцвіття утворені з квітів з темними прожилками й жовтими пелюстками 6–8 × 2–3 мм. Плід — сферично-ребристий стручок. Довгасте, блискуче жовто-коричневе насіння 1.5–2 × 1–1.5 мм.

## Поширення
Батьківщина. Північна Африка: Алжир; Єгипет [вкл. Синай]; Лівія; Марокко; Туніс. Кавказ: Вірменія; Азербайджан; Грузія; Росія — Дагестан, європейська частина, Передкавказзя. Азія: Казахстан; Туркменістан; Кіпр; Іран; Ірак; Ізраїль; Ліван; Сирія; Туреччина. Європа: Україна; Албанія; Болгарія; Хорватія; Греція; Італія; Чорногорія; Словенія; Франція; Португалія [вкл. Мадейра]; Гібралтар; Іспанія [вкл. Канарські острови]. Натуралізований. Африка: Еритрея; Ефіопія; Намібія; ПАР. Азія: Японія; Саудівська Аравія; Ємен. Австралія; Нова Зеландія; Південна Америка: Бразилія; Аргентина; Чилі; Уругвай. Північна Америка: Мексика; Канада (Квебек, Онтаріо); США [вкл. Гаваї]. Європа: Білорусь; Естонія; Латвія; Литва; Молдова; Бельгія; Чехія; Німеччина; Нідерланди; Словаччина; Швейцарія; Ірландія; Норвегія; Швеція; Велика Британія; Румунія; Сербія. Є важливим бур'яном спільноти інвазивних видів штучних пасовищ для худоби.

## Галерея

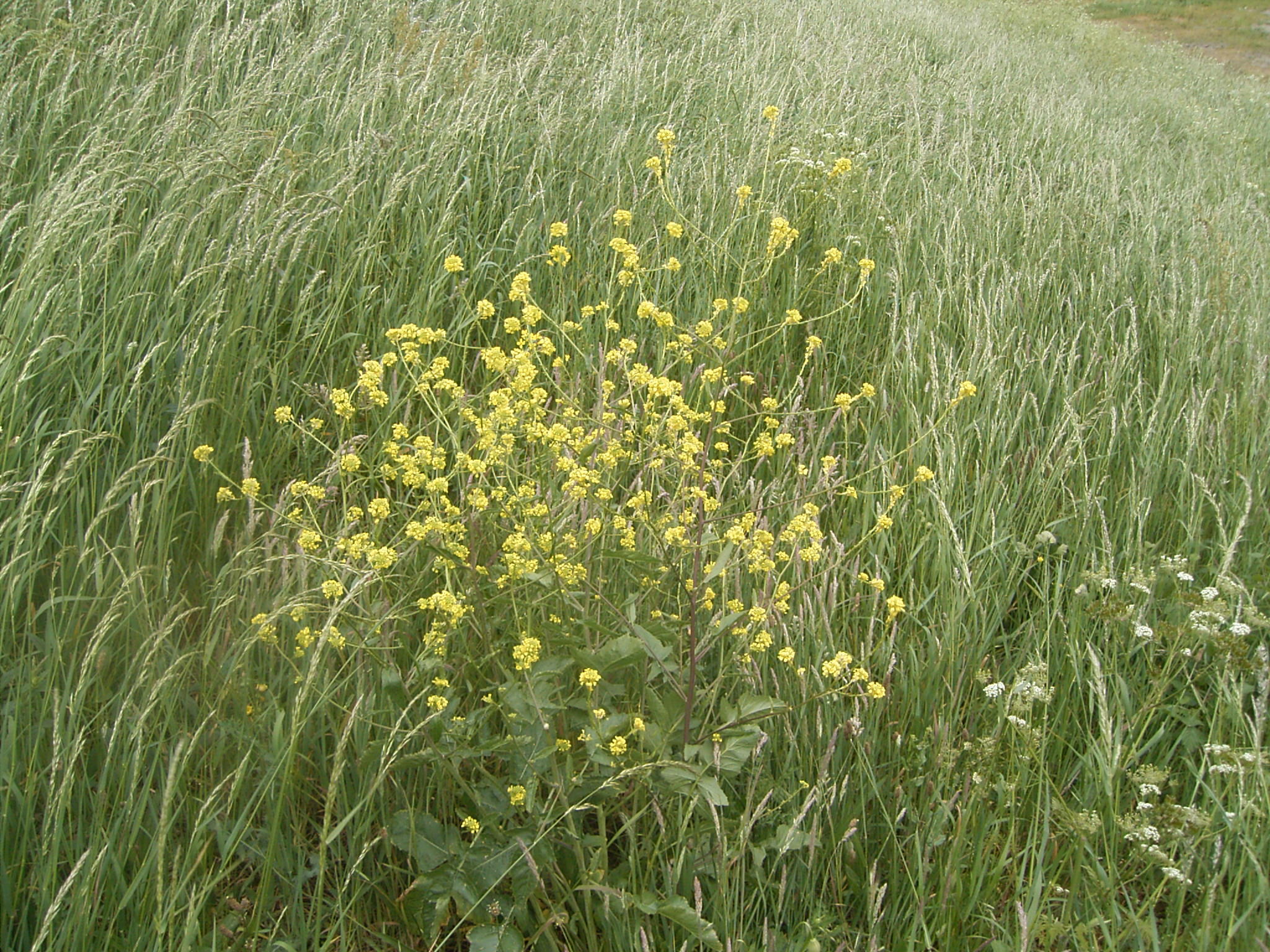
Рослини
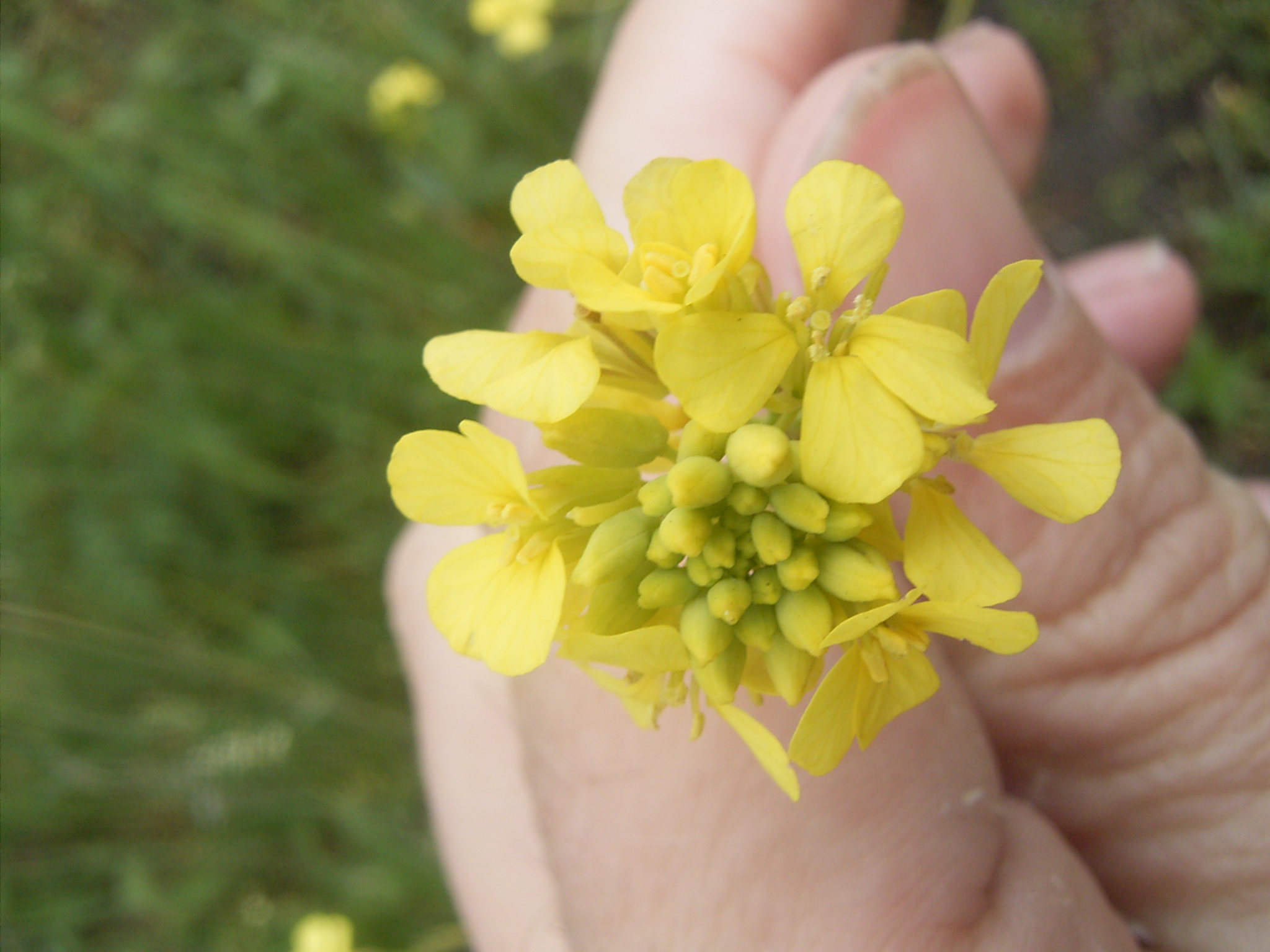
Квіти
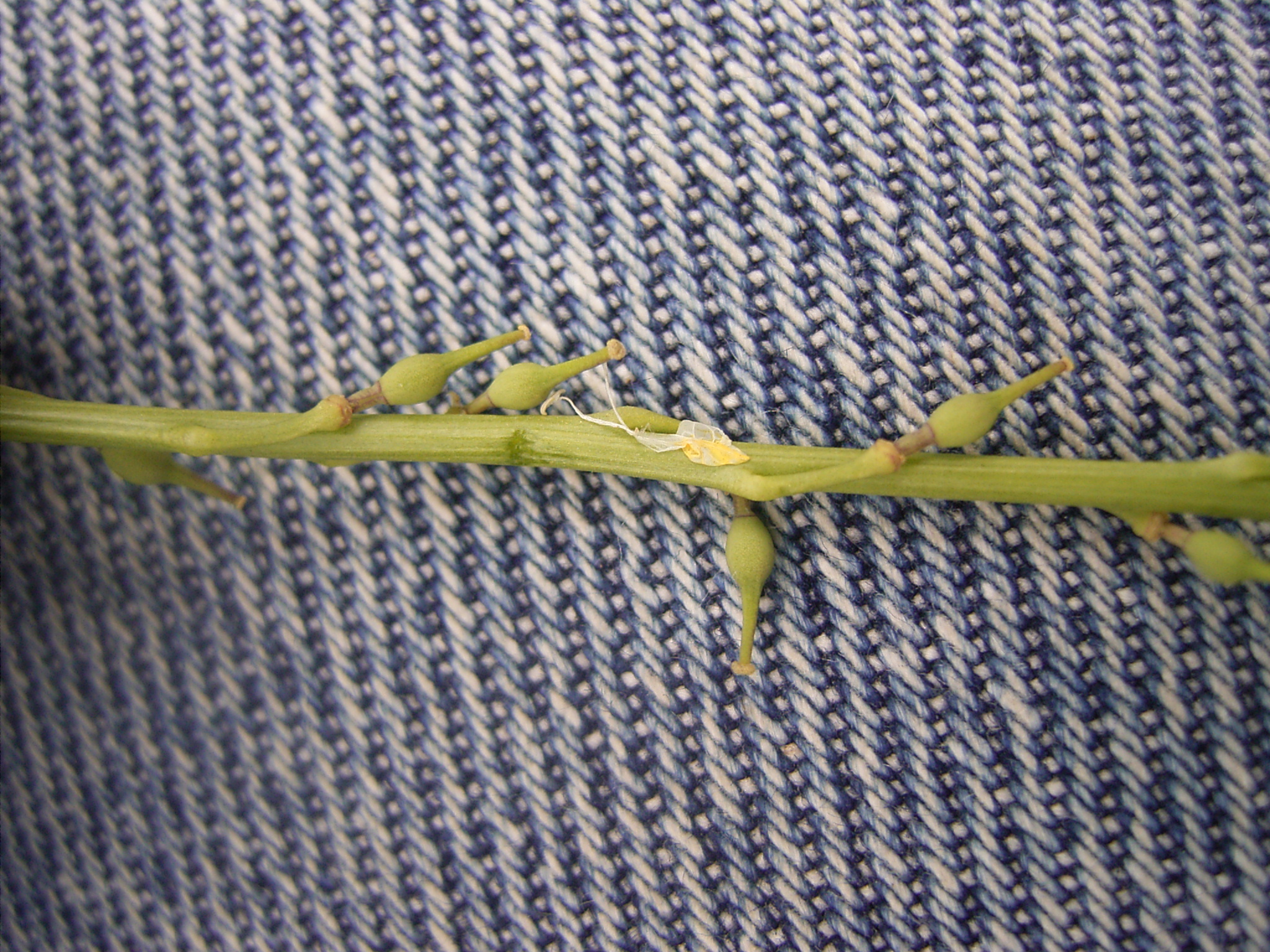
Плоди